# Jean-Jacques Acquevillo
Jean-Jacques Acquevillo (Le Lamentin, 17 de enero de 1989) es un jugador de balonmano francés que juega de lateral izquierdo en el USAM Nîmes de la LNH. Es internacional con la selección de balonmano de Francia.
Su primer gran campeonato con la selección fue el Campeonato Mundial de Balonmano Masculino de 2021.

## Clubes
| Club              | País    | Año         |
| ----------------- | ------- | ----------- |
| USM Saran         | Francia | 2014 - 2018 |
| Cesson-Rennes MHB | Francia | 2018 - 2019 |
| USAM Nîmes        | Francia | 2019 - Act. |